# 7-я ударная авиационная группа
7-я ударная авиационная группа — оперативная авиационная группа в Великой Отечественной войне, созданная для решения оперативных (оперативно-тактических) задач самостоятельно и в составе фронтов во взаимодействии с войсками (силами) и средствами других видов вооруженных сил (родов войск (сил)) в операциях сухопутных войск и военно-морских сил.

## Наименование

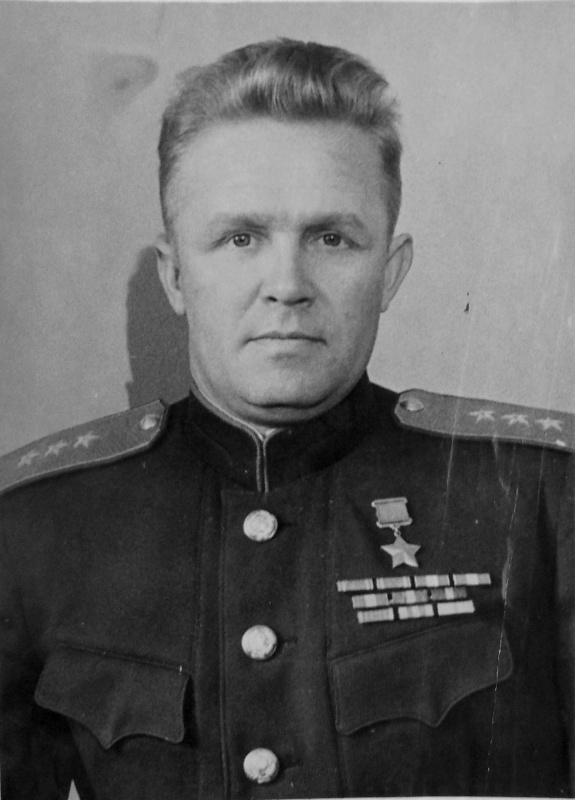
Командир группы С.И. Руденко

- 7-я ударная авиационная группа

## Создание группы
7-я ударная авиационная группа сформирована 1 апреля 1942 года на основании Приказа НКО.

## Переформирование группы
7-я ударная группа 18 мая 1942 года Приказом НКО была обращена на формирование 223-й бомбардировочной авиационной дивизии.

## В действующей армии
В составе действующей армии:
- с 1 апреля 1942 года по 18 мая 1942 года.

## Командир группы
| Звание                | Ф. И. О.                  | Период                  |
| --------------------- | ------------------------- | ----------------------- |
| Генерал-майор авиации | Руденко Сергей Игнатьевич | 01.04.1942 — 18.05.1942 |

## В составе соединений и объединений
| Период        | Фронт (округ) | армия                           | примечание                                    |
| ------------- | ------------- | ------------------------------- | --------------------------------------------- |
| 01.04.1942 г. | Ставка ВГК    | Ударные авиационные группы СВГК |                                               |
| 01.04.1942 г. | Ставка ВГК    | Ударные авиационные группы СВГК | в оперативном подчинении ВВС Брянского фронта |
| 18.05.1942 г. | Ставка ВГК    | Ударные авиационные группы СВГК | переформирована                               |

## Состав
| Период                           | Части                                           | Примечание                                            |
| -------------------------------- | ----------------------------------------------- | ----------------------------------------------------- |
| 01.04.1942 г. — 01.05.1942 г.    | 42-й истребительный авиационный полк            | ЛаГГ-3, выведен в резерв на отдых и доукомплектование |
| 01.04.1942 г. — 16.05.1942 г.    | 263-й истребительный авиационный полк           | ЛаГГ-3, вошел в состав 207-й иад                      |
| 01.04.1942 г. г. — 18.05.1942 г. | 190-й штурмовой авиационный полк                | Ил-2, вошел в состав 214-й шад                        |
| 01.04.1942 г. г. — 18.05.1942 г. | 644-й ночной бомбардировочный авиационный полк  | По-2, вошел в 213-ю нбад                              |
| 01.04.1942 г. г. — 18.05.1942 г. | 836-й дальний бомбардировочный авиационный полк | Ил-4, вошел в состав 113-й ад дд                      |
| 01.04.1942 г. — 18.05.1942 г.    | 723-й ближний бомбардировочный авиационный полк | Пе-2, вошел в 223-ю бад                               |

## Участие в операциях и битвах

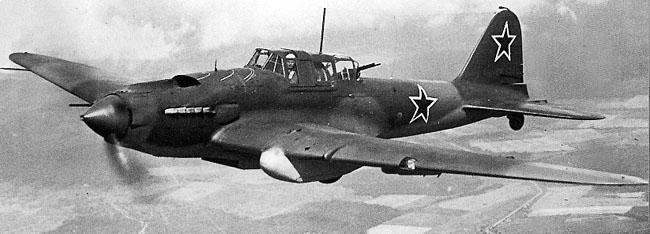
самолет группы Ил-2

- Любанская наступательная операция – с 1 апреля 1942 года по 30 апреля 1942 года.